# ۱۷۷۹ (میلادی)
۱۷۷۹ (میلادی) هزار و هفتصد و هفتاد و نهمین سال تقویم میلادی است.

## زادگان
- ۲۸ مه – توماس مور، شاعر ایرلندی (د. ۱۸۵۲)
- ۲۰ اوت – یاکوب برسلیوس، شیمی‌دان سوئدی (د. ۱۸۴۸)
- ۱۴ نوامبر – آدام اوهلنشگر، شاعر دانمارکی (د. ۱۸۵۰)
- ۵ ژانویه – استفان دکاتور، افسر آمریکایی (د. ۱۸۲۰)
- ۲۹ اوت – ژان اگوست دومینیک انگر، هنرمند، نقاش، و سیاست‌مدار فرانسوی (د. ۱۸۶۷)

## درگذشتگان
- 14 فوریه - جیمز کوک : کاشف و دریانورد بریتانیایی.
- ۲۰ ژانویه – دیوید گریک، بازیگر بریتانیایی (ز. ۱۷۱۷)
- ۳ مه – جان وینتروپ (مربی)، ریاضی‌دان، فیزیک‌دان، و ستاره‌شناس آمریکایی (ز. ۱۷۱۴)
- ۶ دسامبر – ژان باتیست سیمون شاردن، هنرمند و نقاش فرانسوی (ز. ۱۶۹۹)